# Jamboerg
Jamboerg (Russisch: Ямбург) is een gesloten plaats in het noorden van het district Nadymski van het Russische autonome district Jamalië op de oostkust van het schiereiland Tazov.
Jamboerg was van 1703 tot 1922 ook de naam van de stad Kingisepp, een stad nabij Sint-Petersburg. De gesloten plaats Jamboerg in Jamalië ontstond zelf pas in 1982 rond het gelijknamige gasveld Jamboerg, het op een na grootste gasveld van Rusland.
De plaats bestaat uit Finse huizencomplexen op palen ter voorkoming van inzakking door het smelten van de permafrost, waarop deze zijn gebouwd. De bevolking bestaat uit arbeiders uit de olie- en gasindustrie, waarvan geen er permanent woont. Alle tijdelijke bewoners worden vanuit andere plaatsen in Rusland naar de nabijgelegen luchthaven Jamboerg gevlogen of komen er per trein of andersoortig vervoer vanuit de richting van Novy Oerengoj voor hun shifts. Jamboerg biedt plaats aan meer dan 14.000 mensen, waarvan in 2006 ongeveer 300 waren geregistreerd in de plaats. De gazoviki (gasmensen) mogen maximaal 2 maanden verblijven in de plaats, waarna ze de stad voor een periode moeten verlaten voor vakantie of andere zaken. Jamboerg is de eerste plaats die op dergelijke wijze wordt bestuurd binnen Rusland en verwacht wordt dat nieuwe plaatsen rond olie- en gasvelden op het schiereiland Jamal in de toekomst ook op een dergelijke manier zullen worden opgezet.

## Naam
De oorsprong van de naam van Jamboerg wordt vaak gelegd bij een samentrekking van de Nenetsische woorden 'Jam' ("groot") en 'burg' ("veen"); "groot veen". Een andere verklaring legt de verklaring bij een tocht van een man genaamd Koesjelevski uit Kingisepp (toen Jamboerg geheten), die in 1863 tijdens een expeditie over de Tazboezem voer op zoek naar de ligging van de oude stad Mangazeja. Deze zou een kaap op de oostkust mogelijk naar zijn geboorteplaats kunnen hebben vernoemd ("Kaap Jamboerg"), nadat hij de nabijgelegen Kaap Joembor (naamsgelijkenis) was gepasseerd.

## Geschiedenis
In 1969 begon een seismische expeditie over het schiereiland Taz, waarbij grote gasvoorraden werden aangetroffen. De naam van het gasveld werd vernoemd naar de kaap; Jamboerg.
De ontwikkeling van de plaats begon in de lente van 1982, toen een kanaal werd gegraven van de Obboezem naar de monding van de rivier de Njoedjamongotojepokojacha (door bewoners meestal afgekort tot Njoedja). Tegelijkertijd werd er gebouwd aan een spoorlijn van Novy Oerengoj naar Jamboerg. Door dit kanaal werd het voor ondiepe schepen mogelijk om materialen voor de bouw van de nieuwe nederzetting te leveren tijdens de korte navigatieperiode in de zomer. In augustus van dat jaar arriveerde een tanker met een voorraad brandstof en twee schepen met prefab-woonunits voor 400 mensen. In die maand werd ook de eerste telecommast geplaatst. In januari 1983 arriveerde een nieuwe groep constructiewerkers voor de bouw van een aantal eenvoudige containerwoningen. In augustus 1983 werd een medisch centrum, een winkel en een meteorologisch station geopend in Jamboerg en in oktober kwam het eerste betonnen gebouw gereed. In maart 1984 werd een kleine heliport gebouwd, dat werd gezien als een dependance van de luchthaven Nadym. In september 1984 werd Jamboerg erkend als nederzetting; tot die tijd werd het geclassificeerd als een constructie.
Eind 1984 werd een plan opgesteld voor de bouw van behuizingen voor tot 30.000 bewoners, dat later werd vervangen door een bescheidener plan. Begin 1986 werd begonnen met de bouw van het Stary Finski ("Oude Finse") deel van Jamboerg en begin 1989 met de bouw van het Novy Finski ("Nieuwe Finse") deel van Jamboerg. De containerwoningen uit januari 1983 werden verlaten in 1989.
In juli 1986 kwam de eerste goederentrein aan op het station Ozernaja iets ten zuiden van Jamboerg, gevolgd door de eerste passagierstrein in januari 1988. Op 8 januari 1991 begon de reguliere passagierstreinverbinding tussen Novy Oerengoj en Jamboerg. In september en november van dat jaar volgden respectievelijk de eerste tv-uitzending en de eerste radio-uitzending vanuit Jamboerg. In 1993 kwam het ziekenhuis van de plaats gereed en op 1 maart 1995 werd de luchthaven Jamboerg geopend.
De plaats is door de regering gesloten voor buitenstaanders. Hiervoor is op 20 kilometer van de plaats een wachtpost ingesteld die auto's controleert op de vereiste documenten. In 2007 werd echter het hele noorden van Jamalië ingesteld als grenszone, waardoor deze beperkingen voor dit hele gebied gelden.

## Externe link

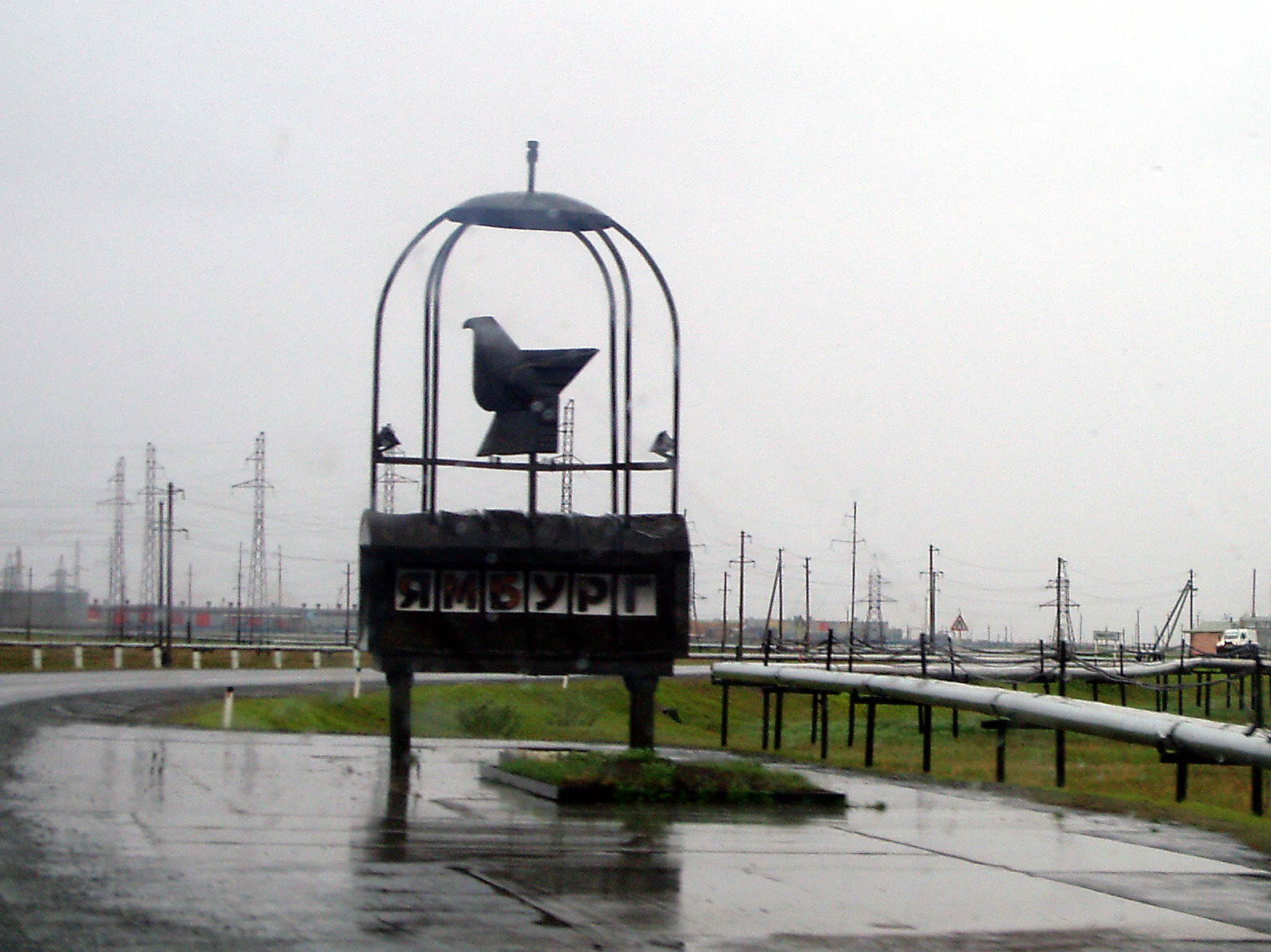
Plaatsnaambord
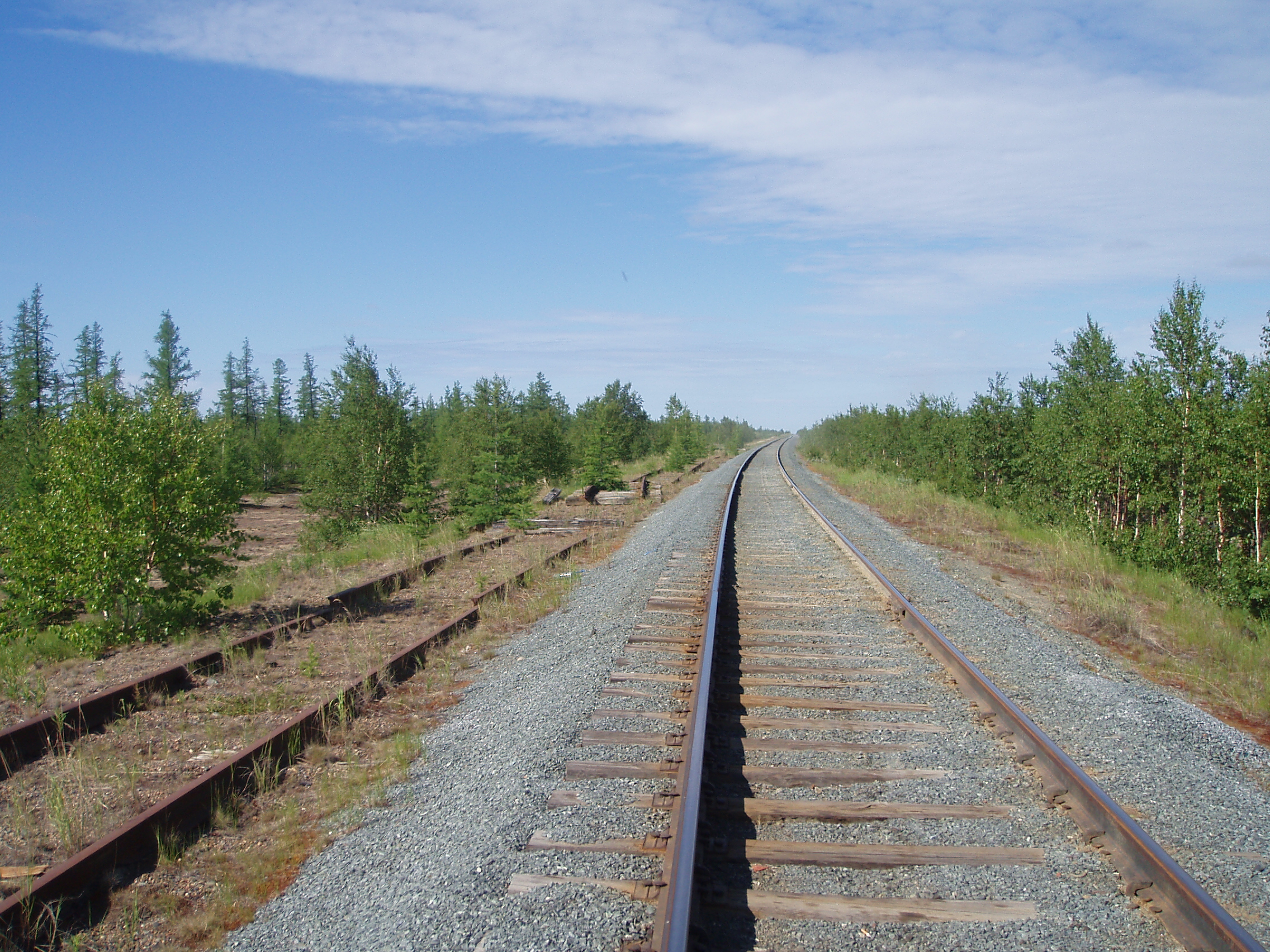
Spoorweg naar Jamboerg
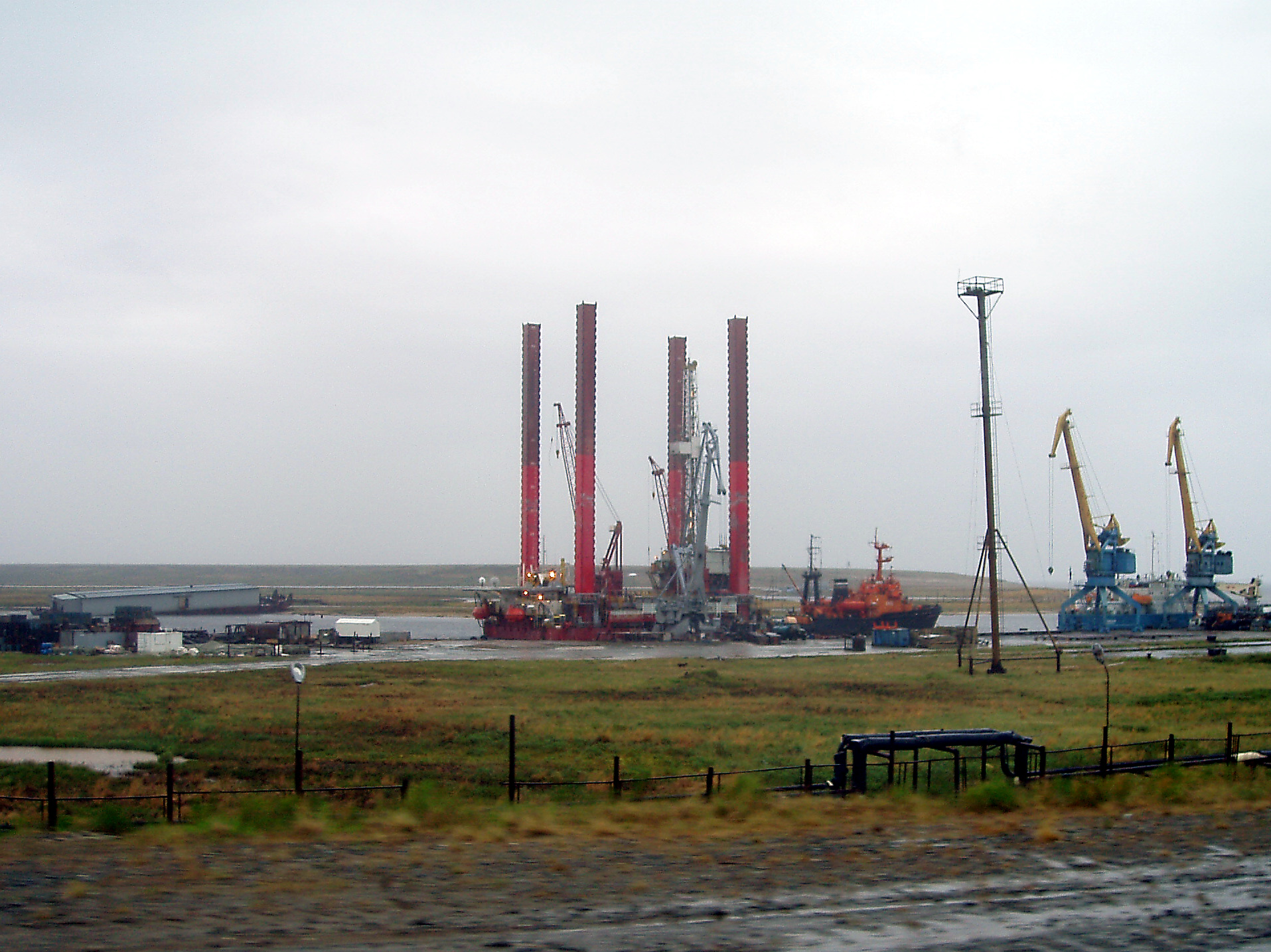
Haven
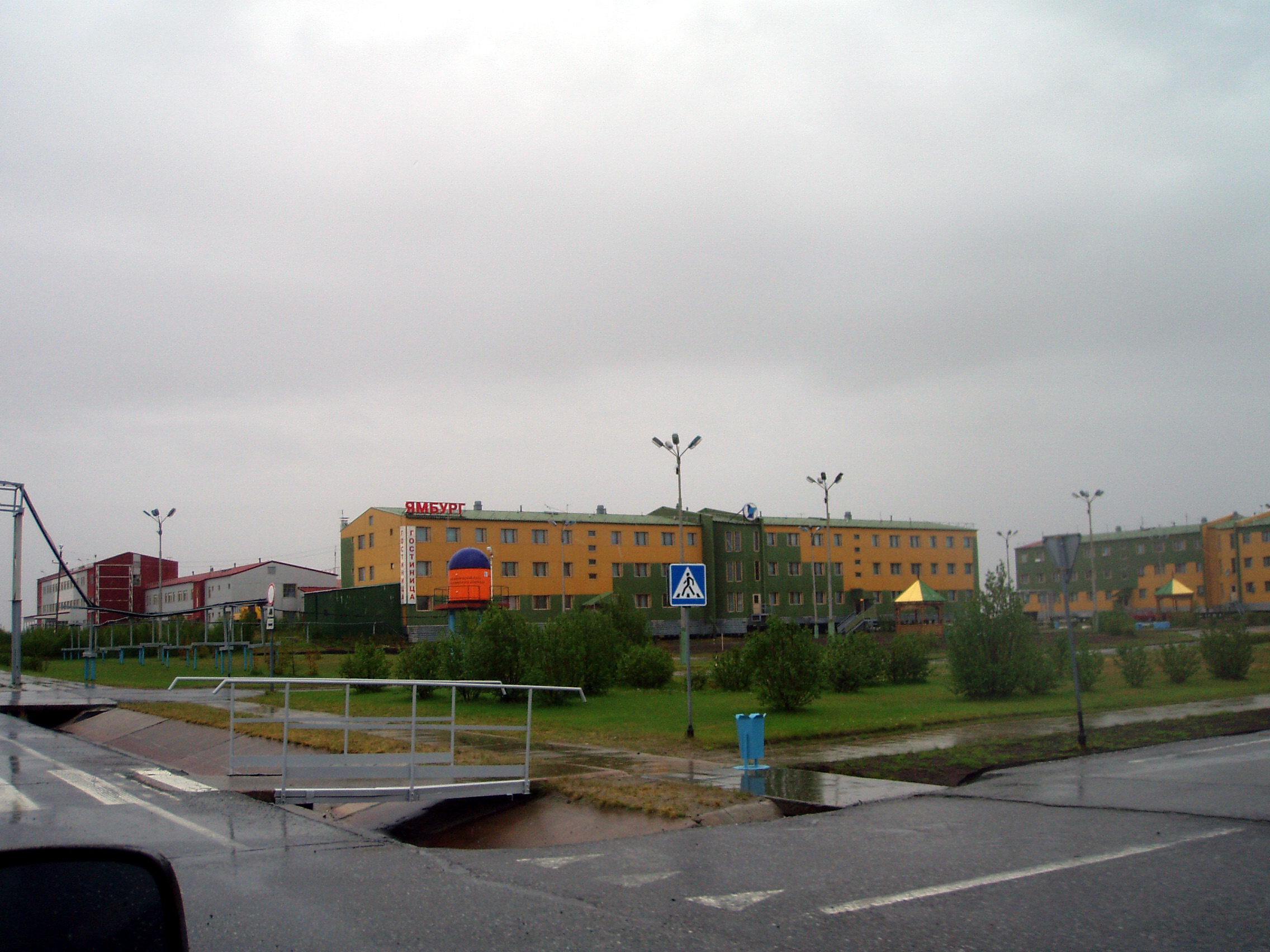
Centrum